# Drum național 75
Der Drum național 75 (rumänisch für „Nationalstraße 75“, kurz DN75) ist eine Hauptstraße in Rumänien.

## Verlauf
Die Straße zweigt in dem südlich von Ștei gelegenen Lunca vom Drum național 76 (zugleich Europastraße 79) nach Osten ab und verläuft über Nucet am Rand des Bihor-Gebirges über den Vârtop-Pass 1140 m und weiter über Gârda de Sus durch das Tal des Flusses Arieș nach Albac, wo sie den Drum național 1R aufnimmt, und weiter nach  Câmpeni (Topesdorf), wo der Drum național 74A auf sie trifft. Die Straße folgt weiter dem Lauf des Arieș, führt über Baia de Arieș und Moldovenești nach Turda (Thorenburg), wo sie die Autostrada A3 quert und am Drum național 1 (Europastraße 81) endet.
Die Länge der Straße beträgt rund 160 Kilometer.